# Esterházyho palác (Panská)

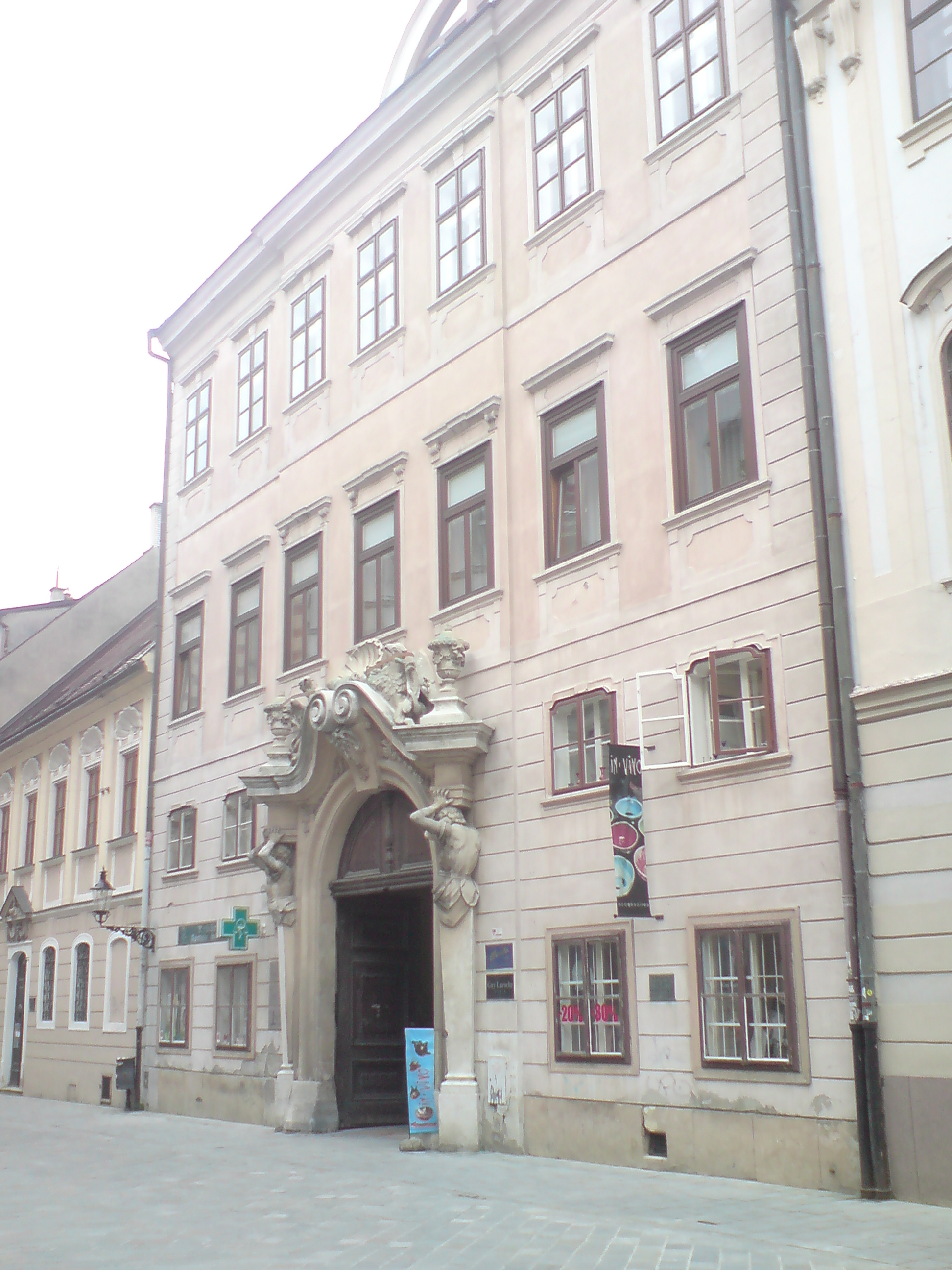
Esterháziho palác na Panské ulici

Esterházyho palác je dům na Panské ulici v Bratislavě v Starém Městě. Budova byla postavena v roce 1743 v barokním stylu.
V současnosti se zde prezentují sbírky Slovenské národní galerie. V jeho bezprostřední blízkosti na Panské ulici se nachází více paláců, například Balašův palác a Čákiho palác.